# Rasm al-Buchar
Rasm al-Buchar – wieś w Syrii, w muhafazie Aleppo. W 2004 roku liczyła 1060 mieszkańców.